# Antonios Grigorios Voutsinos
Antonios Grigorios Voutsinos AA, griechisch Αντώνιος Γρηγόριος Βουτσίνος (* 8. Mai 1891 in Galissas; † 23. April 1968) war ein römisch-katholischer Erzbischof von Korfu, Zakynthos und Kefalonia.

## Leben
Antonios Grigorios Voutsinos trat der Ordensgemeinschaft der Assumptionisten bei und empfing am 11. Mai 1918 die Priesterweihe. Pius XI. ernannte ihn am 9. Juni 1937 zum Bischof von Syros e Milos.
Die Bischofsweihe spendete ihm der Apostolische Delegat in Türkei und Griechenland, Angelo Giuseppe Roncalli, am 25. Juli  desselben Jahres; Mitkonsekratoren waren Alessandro Guidati, Erzbischof von Naxos, Andros, Tinos und Mykonos, und Paul Kiredjian, Erzbischof von Istanbul.
Pius XII. ernannte ihn am 29. Mai 1947 zum Erzbischof von Korfu, Zakynthos und Kefalonia. Nach dem Rücktritt als Erzbischof am 6. Juli 1952 ernannte ihn der Papst zum Titularerzbischof von Aprus. Er nahm an allen Sitzungsperioden des Zweiten Vatikanischen Konzils teil.